# Trądzik odwrócony
Uzasadnienie:  Oba artykuły odnoszą się do tej samej choroby
Trądzik odwrócony (acne inversa, hidradenitis suppurativa) – potencjalnie ciężka przewlekła, nawracająca choroba zapalna skóry o  charakterze ogólnoustrojowym, charakteryzującą się uporczywymi, bolesnymi guzkami i ropniami prowadzącymi do głębokiego stanu zapalnego i przetok zlokalizowanych w okolicy fałdów skór. 
Etologia choroby jest wieloczynnikowa i niejasna, a czynnikami ryzyka są m.in. palenie papierosów i otyłość. Farmakoterapia obejmuje antybiotyki, retinoidy, leki przeciwandrogenowe, kortykosteroidy, inhibitory TNF, leki immunosupresyjne i przeciwzapalne, ale najskuteczniejsze jest rozległe wycięcie całej zmienionej okolicy. 
Nie jest jasne czy schorzenie należy do grupy trądziku czy stanowi odmienną jednostkę chorobową, ale w przeciwieństwie do trądziku zwykłego, źle reaguje na izotretynoinę. U części populacji opisywano mutacje genów β-sekretazy oraz obserwowano zaburzenia wrodzonej odporności komórkowej w stosunku do flory fizjologicznej, przyspieszone OB, podwyższoną leukocytozę i inne markery przewlekłego procesu zapalnego. We wczesnych stadiach obserwuje się okluzję mieszka włosowego, tworzenie krost i zaskórników, co może imitować trądzik pospolity. W późniejszym stadium następują zapalenie, infekcja i zniszczenie mieszka włosowego, a w przypadku większego nasilenia odczynu zapalnego może powstać ropień, który może sięgać tkanki podskórnej. Dopiero później dochodzi do zajęcia gruczołów apokrynowych, ich uszkodzenia lub zniszczenia. W stadium późnym obserwuje się przetoki, zwłóknienie skóry właściwej i tkanki podskórnej oraz masywny stan zapalny.
Najczęściej dotyczy mężczyzn po okresie pokwitania. Częstość występowania u pacjentów pochodzenia europejskiego to 0,16%, a u pacjentów pochodzenia afrykańskiego wyższa. Dla populacji ogólnej szacuje się na ok. 1-4%. Potwierdzono rodzinne występowanie, ale wzór dziedziczenia nie jest do końca jasny. W Unii Europejskiej szacunkowa częstość występowania to 0,1%, w Polsce 0,01%. Zdecydowanie częściej występuje u osób otyłych oraz nałogowo palących.